# Langri Thangpa Dorje Sengge
| Tibetische Bezeichnung                                         |
| -------------------------------------------------------------- |
| Tibetische Schrift: གླང་རི་ཐང་པ་རྡོ་རྗེ་ སེང་གེ                        |
| Wylie-Transliteration: gLang ri thang pa rdo rje seng ge       |
| Chinesische Bezeichnung                                        |
| Vereinfacht: 朗日塘巴•多吉僧格; 朗日唐巴•多杰僧格              |
| Pinyin:Langri Tangba Duoji Sengge; Langri Tangba Duojie Sengge |

Langri Thangpa Dorje Sengge (tib. gLang ri thang pa rdo rje seng ge; geb. 1054; gest. 1123) war ein bedeutender Lehrer der Kadam-Tradition des tibetischen Buddhismus. Er war der Gründer des Langthang-Klosters (glang thang dgon). Er war Schüler von Potowa (1031–1105).
Er ist der Autor des Werkes Acht Verse der Geistesschulung (བློ་སྦྱོང་ཚིགས་བརྒྱད་མ། ; Wyl. blo sbyong tshigs brgyad ma; engl. Eight Verses of Training the Mind), das als eine prägnante Zusammenfassung der Lojong (blo sbyong) -Lehren des Mahayana-Buddhismus gilt. Es heißt, er sei eine Emanation des Buddha Amitabha.
Während seines Lebens soll er nur drei Mal gelacht haben.